# Trélivan
Trélivan (bretonisch: Trelivan) ist eine französische Gemeinde mit 2.875 Einwohnern (Stand: 1. Januar 2022) im Département Côtes-d’Armor in der Region Bretagne. Sie gehört zum Arrondissement Dinan und zum Kanton Dinan. Die Einwohner werden Trélivannais genannt.

## Geographie
Trélivan liegt etwa fünf Kilometer südwestlich des Stadtzentrums von Dinan am Flüsschen Guinefort. Umgeben wird Trélivan von den Nachbargemeinden Aucaleuc im Nordwesten und Norden, Quévert im Norden und Nordosten, Dinan im Osten, Saint-Carné im Südosten, Bobital im Süden, Brusvily im Süden und Südwesten, Trébédan im Südwesten sowie Vildé-Guingalan im Westen.
Am Nordrand der Gemeinde führt die Route nationale 176 entlang. Im Nordosten der Gemeinde liegt der Flugplatz Dinan-Trélivan.

## Bevölkerungsentwicklung
| Jahr          | 1962 | 1968 | 1975 | 1982 | 1990 | 1999 | 2012 | 2019 |
| Einwohner     | 657  | 741  | 1538 | 2202 | 2289 | 2170 | 2515 | 2862 |
| Quelle: INSEE |      |      |      |      |      |      |      |      |

## Sehenswürdigkeiten
- Kirche Saint-Magloire
- Schloss Vaucouleurs